# Brookesia nofy
|  | Dieser Artikel wurde aufgrund von formalen oder inhaltlichen Mängeln in der Qualitätssicherung Biologie im Abschnitt „Reptilien“ zur Verbesserung eingetragen. Dies geschieht, um die Qualität der Biologie-Artikel auf ein akzeptables Niveau zu bringen. Bitte hilf mit, diesen Artikel zu verbessern! Artikel, die nicht signifikant verbessert werden, können gegebenenfalls gelöscht werden. Lies dazu auch die näheren Informationen in den Mindestanforderungen an Biologie-Artikel. Begründung: Vollprogramm |

Brookesia nofy ist eine Art der Stummelschwanzchamäleons (Brookesiinae) aus dem östlichen Madagaskar. Entdeckt wurde sie im Waldgebiet Ankanin’ny Nofy, auf den sich der Artzusatz nofy bezieht. Darüber hinaus ist nofy das madagassische Wort für Traum und der Name bezieht sich auch auf die derzeit laufende Regeneration des Waldes an diesem Standort, die als wahrgewordener Traum betrachtet werden kann, eine Chance auf die nachhaltige Erhaltung dieser mikro-endemischen Brookesia-Art.

## Merkmale
Brookesia nofy ist sehr klein, das bekannte Männchen ist im Gesamten 32,8 mm lang, die Kopf-Rumpf-Länge beträgt 20,5 mm. Der relativ kurze Schwanz trägt weder laterale, noch dorsale Stacheln. Der Hemipenis ist ballonförmig.

## Verbreitung und Lebensraum
Der Typenfundort liegt im östlichen Madagaskar, im Ankanin’ny Nofy Wald, etwa auf Meereshöhe nahe dem Palmarium Beach Hotel. Zum Zeitpunkt der Erstbeschreibung war es die erste Art in der Untergattung Evoluticauda aus dem Küstenwald an der Ostküste Madagaskars. Dieser Wald ist eine der am stärksten bedrohten Lebensraumtypen der Insel. Dieses touristische Gebiet befindet sich in der Nähe des Vohibola Waldes, in dem die Art wahrscheinlich auch vorkommt.